# Leon II (papież)
Leon II (ur. na Sycylii, zm. 3 lipca 683 w Rzymie) – święty Kościoła katolickiego, 80. papież w okresie od 17 sierpnia 682 do 3 lipca 683 roku.

## Życiorys
Pochodził z Sycylii, był wykształcony, znał grekę i łacinę. Został wybrany papieżem w grudniu 681 roku; musiał jednak czekać osiem miesięcy na aprobatę cesarza bizantyjskiego Konstantyna IV. Ten dopiero po upewnieniu się, że uchwały III Soboru Konstantynopolitańskiego zostaną akceptowane przez papieża, wyraził zgodę na konsekrację Leona II i zachęcał do wysłania apokryzjariusza na dwór cesarski.
Leona II konsekrowali: Andrzej, biskup Ostii; Jan, biskup Porto, oraz Piacentina, biskup Velletri.
Leon II zatwierdził autorytetem Św. Piotra postanowienia i uchwały Soboru potępiające monoteletyzm oraz papieża Honoriusza I. Za pontyfikatu Leona II, cesarz Konstantyn IV odwołał dekret Konstantyna II przyznający autonomię Rawennie, uzgodniono, że biskupi raweńscy będą konsekrowani przez papieża. Leon II odrestaurował kościół S. Bibiany na Eskwilinie, do którego przeniósł relikwie męczenników poprzednio pochowanych przy Via Portuense, oraz przekazał w użytkowanie kościół św. Jerzego na Velabrum greckiej wspólnocie w Rzymie.
3 lipca 683 Leon II zmarł w Rzymie i został pochowany w bazylice św. Piotra. W 1607 roku na polecenie papieża Pawła V jego szczątki przeniesiono do kaplicy Madonna della Colonna.
Kościół czci Leona II jako świętego w liturgii 3 lipca.